# Timothynus rehderi
Timothynus rehderi is een tweekleppigensoort uit de familie van de Ungulinidae. De wetenschappelijke naam van de soort is voor het eerst geldig gepubliceerd in 1968 door Van Regteren Altena.